# Комінтерн (Куртамиський округ)
Комінте́рн (рос. Коминтерн) — присілок у складі Куртамиського округу Курганської області, Росія.
Населення — 103 особи (2010, 166 у 2002).
Національний склад станом на 2002 рік:
- казахи — 51 %
- росіяни — 48 %